# Лєсозаводський (Кандалакський район)
Лєсозаводський (рос. Лесозаводский) — селище у Кандалакському районі Мурманської області Російської Федерації.
Населення становить 391 особу. Належить до муніципального утворення Зеленоборське міське поселення .

## Населення
| 1959 | 1970  | 1979  | 1989  | 2002 | 2010 |
| ---- | ----- | ----- | ----- | ---- | ---- |
| 1744 | ↘1448 | ↘1255 | ↘1026 | ↘618 | ↘391 |